# Kraiiv, Ostroh
Kraiiv (în ucraineană Країв) este un sat în comuna Ojenîn din raionul Ostroh, regiunea Rivne, Ucraina.

## Demografie
Componența lingvistică a localității Kraiiv
     Ucraineană (99,67%)
     Alte limbi (0,33%)
Conform recensământului din 2001, majoritatea populației localității Kraiiv era vorbitoare de ucraineană (99,67%), existând în minoritate și vorbitori de alte limbi.

## Legături externe
- pl Krajew în Dicționarul geografic al Regatului Poloniei și al altor țări slave, volum IV (Kęs — Kutno) anul 1883

- pl Krajew în Dicționarul geografic al Regatului Poloniei și al altor țări slave, volum XV, p. 2 (Januszpol — Wola Justowska)1902